# Fernanda Doval
 Fernanda de Carvalho Doval ou simplesmente Fernanda Doval  é uma ex- voleibolista brasileira que foi atacante de ponta ou ponteira e  defendeu  a  Seleção Brasileira Feminina de Voleibol  que ficou com a medalha de bronze na Copa do Mundo de Voleibol Feminino de 1997 no Japão.

## Carreira
Na temporada 1992/93- sagrou-se campeã da Liga Nacional L´acqua di Fiori (Campeã da Liga Nacional), defendeu as cores dos clubes:BCN/Guarujá, Mappin/Pinheiros, MRV/Minas, Automóvel Clube/Campos, no voleibol italiano defendeu o Reggio  Emilia/e no voleibol espanhol defendeu : Universidad de Burgos e Hotel Cantur Costa de Morgán nos quais seus melhores fundamentos recepção e ataque contribuíram para as equipes nos campeonatos.Sua carreira  também foi marcada por cirurgias e contusões.
Em 1997 recebeu a homenagem da APESEC-Associação dos Presidentes de Entidades Sociais e Esportivas de Campinas-SP para os atletas destaques do ano.
Em 2005 abriu sua própria academia em Belo Horizonte franqueada com rede americana Contours Express para o Brasil.

## Clubes
| Clube                        | País    | De   | Até  |
| L´acqua di Fiori             | Brasil  | 1992 | 1993 |
| BCN Garujá                   | Brasil  | 1994 | 1995 |
| Mappin Pinheiros             | Brasil  | 1997 | 1998 |
| MRV Minas                    | Brasil  | 1998 | 1999 |
| Cermagica Reggio Emilia      | Itália  | 1999 | 2000 |
| MRV Minas São Bernardo       | Brasil  | 2000 | 2001 |
| Automóvel Clube Campos       | Brasil  | 2001 | 2002 |
| Universidad de Burgos        | Espanha | 2002 | 2003 |
| Hotel Cantur Costa de Morgán | Espanha | 2003 | 2004 |

## Títulos e Resultados
Clubes
Campeonato Paulista de Voleibol
- 2000-Campeã atuando pelo MRV São Bernardo[13]

Liga Nacional de Voleibol
- 1992/1993-Campeã atuando pelo L´acqua di Fiori

Superliga Brasileira de Voleibol
- 1994/1995-Vice-campeã atuando pelo BCN Guarujá

Superliga Feminina de Voleibol Espanhola
- 2003/2004- Vice-campeã atuando pelo Hotel Cantur Costa Mogán[14]

Seleção Brasileira Feminina de Voleibol
BCV Volley Master
- 1998-4ºlugar  (Montreux,  Suíça )

Grand Prix de Voleibol
- 1996 - 1º lugar

- 2001-5ºlugar

## Premiação Individual
- Revelação da Superliga (1994/1995) [15]